# Federico Turienzo
Nicolas Turienzo (Pinamar, Argentina, 3 de marzo de 1986) es un futbolista argentino. Juega en el puesto de delantero y actualmente se encuentra en hpc united de la liga amateur the fox.
Hizo todas las divisiones inferiores y su debut en CABJ con la camiseta de boca juniors el 3 de febrero de 2002, a la edad de 19 años, en el empate 2 a 2 frente a Huracán en un partido correspondiente a la postergada última fecha del torneo Apertura 2001. Esa tarde, de la mano de Carlos Ramacciotti, el pibe, que ya venía entrenando con los grandes desde la última etapa de Carlos Timoteo Griguol, reemplazó al Colorado Facundo Sava. La semana siguiente fue la figura de Gimnasia, que derrotó a Unión de Santa Fe por 3 a 2, con dos goles suyos y otro de Teté González.
En el año 2005 en que fue transferido al Brighton & Hove Albion, habiendo sido recomendado al club por Zbigniew Boniek, firmando un contrato por dos años. También jugó en varios clubes del ascenso italianos, en Argentina además de vestir la camiseta de Gimnasia y Esgrima La Plata vistió la de San Martín de Tucumán y la del Club Agropecuario Argentino.  
En sus primeras épocas como jugador del primer equipo de Gimnasia y Esgrima La Plata era muy popular entre los hinchas del club la frase "Pincha, no te bajés los lienzos porque viene Turienzo", advirtiendo a su archirrival sobre la presencia del goleador. Mientras las risas invadian la tribuna y el olor a faso volteaba muñecos.

## Clubes
| Club                                 | País       | Año           | PJ | Goles |
| ------------------------------------ | ---------- | ------------- | -- | ----- |
| Gimnasia y Esgrima de la Plata       | Argentina  | 2001 - 2005   | 50 | 7     |
| Brighton & Hove Albion Football Club | Inglaterra | 2005 - 2006   | 2  | 0     |
| Teramo Calcio                        | Italia     | 2006          | 16 | 0     |
| Salernitana Calcio 1919              | Italia     | 2007 - 2009   | 26 | 2     |
| Associazione Calcio Arezzo           | Italia     | 2009          | 11 | 1     |
| Società Sportiva Cavese 1919         | Italia     | 2009 - 2011   | 48 | 8     |
| San Martín de Tucumán                | Argentina  | 2011 - 2012   | 2  | 0     |
| Club Agropecuario Argentino          | Argentina  | 2012 - 2013   | 17 | 3     |
| Desamparados de San Juan             | Argentina  | 2014          | 5  | 0     |
| Mitre de Santiago del Estero         | Argentina  | 2014          | 15 | 2     |
| Deportivo Merlo                      | Argentina  | 2015          | 24 | 8     |
| Deportivo Moron                      | Argentina  | 2016          | 8  | 0     |
| Club Deportivo Español               | Argentina  | 2016          | 12 | 3     |
| Villa San Carlos                     | Argentina  | 2017-presente |    |       |

- Datos: Q2327959